# Raorchestes longchuanensis
Raorchestes longchuanensis é uma espécie de anfíbio da família Rhacophoridae.
Pode ser encontrada nos seguintes países: China, e possivelmente Laos, Myanmar e Vietname.
Os seus habitats naturais são: matagal húmido tropical ou subtropical.
Está ameaçada por perda de habitat.